# Arctic Village
Arctic Village est une communauté indigène (census-designated place) d'Alaska, aux États-Unis, parlant le gwich’in. Elle se trouve dans la région de recensement de Yukon-Koyukuk. Au recensement de 2010 sa population était de 152 habitants.

## Situation
Elle est située sur le bras est de la rivière Chandalar, à 160 km de Fort Yukon et à 470 km au nord de Fairbanks.

## Climat
Les températures extrêmes sont de −57 °C en janvier à 32 °C en juillet

## Histoire
Jusqu'aux années 1950, les habitants, les  Neets’aii Gwich’in, vivaient une vie nomade, avec des camps saisonniers, et des camps semi-permanents, comme Arctic Village. Ils faisaient du commerce avec les inupiat de la côte arctique. Des fouilles archéologiques ont mis au jour des vestiges d'un peuplement 4 500 ans av. J.-C.
Avec l'arrivée des armes à feu, il n'était plus nécessaire de se répartir en petits groupes pour chasser le caribou, et les familles se regroupèrent dans différents lieux d'habitation permanente.
La première école a été construite en 1959.
Actuellement l'activité du village est basée sur une économie de subsistance : chasse au caribou, à l'élan, au lapin, pêche et récolte de fruits sauvages. L'école, la clinique et le conseil tribal du village donnent des emplois aux habitants, ainsi que la construction, la lutte contre les incendies, et la surveillance de la faune au travers de l'U.S. Fish & Wildlife Service.
La localité n'est accessible que par avion. Les déplacements locaux se font par motoneige ou par traineaux à chiens.

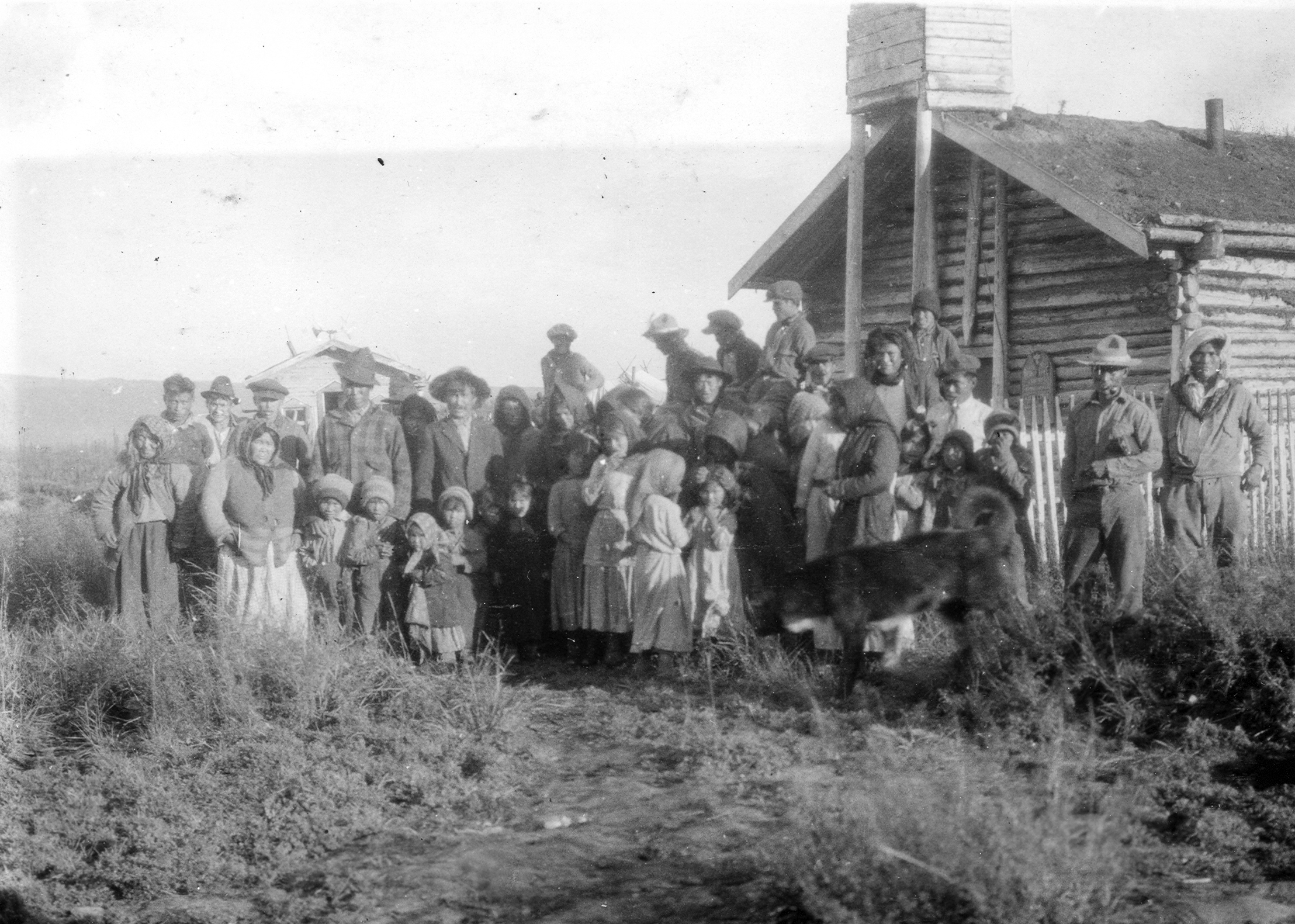
Habitants d'Arctic Village en 1926

## Démographie
| 1910 | 1930 | 1940 | 1950 | 1960 | 1970 |
| ---- | ---- | ---- | ---- | ---- | ---- |
| 40   | 40   | 24   | 53   | 110  | 85   |

| 1980 | 1990 | 2000 | 2010 | - | - |
| ---- | ---- | ---- | ---- | - | - |
| 111  | 96   | 152  | 152  | - | - |